# Jeżów (stacja kolejowa)
Jeżów – wąskotorowa stacja kolejowa w mieście Jeżów, w powiecie brzezińskim, w województwie łódzkim, w Polsce. Obsługuje ruch turystyczny. Zachował się stary budynek stacji, drewniane latarnie oraz mały peron razem z kilkoma starymi drzewami.